# 水神祈繪卷
《水神祈繪卷》是飄緹亞画的漫画，在2012年推出单行本，第一冊上市兩週内再版。入圍第二屆金漫獎。漫画简述河神與凡人新娘的邂逅。于2013年8月3日在在台中參與签名人數超過300人，超过7月27日於台北的200人，兩場累積突破500人。在2010年于星少女漫畫月刊初次連載，共两卷完结。